# Carpornis cucullata
Carpornis cucullata là một loài chim trong họ Cotingidae.